# Oswald Kuylenstierna
Oswald Fredrik Kuylenstierna (även Kuylenstjerna) född 2 juni 1865 på Karlsborg, död 1 maj 1932 i Lidingö, var en svensk militär, författare och museiman.

## Biografi
Han var son till överste Carl Wilhelm Kuylenstierna och Amalia Hæffner. Han gifte sig sedermera med Elisabeth Hammarberg som var född år 1877 i Göteborg. 
Efter mogenhetsexamen 1884 samt efter genomförd militär utbildning blev han utnämnd till underlöjtnant vid Göta artilleriregemente 1886. År 1896 blev han attaché i S:t Petersburg och utnämndes till kapten 1903. Han blev verkställande direktör för Göteborgs Aftonblad AB 1899 och föreståndare för Artillerimuseum i Stockholm 1911. Kuylenstierna utgav många skrifter i politiska och militära ämnen, samt historia och skönlitteratur. Han var medlem i Karolinska förbundet och stor beundrare av Karl XII. 
| ”                            | Ty under dagar, då den materiella nyttans synpunkt varit den förnämsta, då missmodets jämnstrukna gråvädersstämning härskat, då har man städse med en överlägsen axelryckning avfärdat Karl XII:s personlighet. Under ljusare och handlingskraftigare tider har man förstått honom bättre och älskat honom mer, ty Karl XII:s personlighet är och förbliver proberstenen på halten av stål i den svenska nationalkaraktären. | „ |
| – Kuylenstierna 1925, s. 12f | |   |

Karl XII-studierna är visserligen baserade på arkivstudier, men deras vetenskapliga värde anses vara ringa. Den s.k. nya skolan bland historiker, med Harald Hjärne i spetsen höll på att samla sig till att presentera en ny genomarbetad Karl XII-bild med politiska ambitioner. Av denna grupp bedömdes Kuylenstierna skada de nationella intressena. Den nya Karl XII-forskningen syftade till att uppvärdera kungen med grund i källmaterialet och vetenskapen, det skulle inte längre gå att ifrågasätta honom som politiker och fältherre.  En populärt hållen och oblygt opinionsbildande bok, skriven av en lekman,  där det förekommer en del motsägelser och säkert en del faktafel riskerade att kullkasta den nya forskningens trovärdighet och därmed äventyra dess politiska mål. Därför blev Kuylenstierna och hans bok starkt och entydigt kritiserad från yrkeshistorikernas håll. Denne ansågs inför allmänheten representera vetenskapen på ett ovetenskapligt sätt.
Makarna Kuylenstierna är begravda på Norra begravningsplatsen utanför Stockholm.

### Utmärkelser[4]
- Göteborgs- och bohusläns skytteförbunds Guldmedalj - 1904
- Riddare av Svärdsorden - 1 december, 1906
- Riddare av Preussiska Kronordens tredje klass - 1908
- Riddare av Vasaorden - 25 november, 1922